# Trinity Session
Trinity Session è collettivo di artisti sudafricani e un gruppo di produzione di arte contemporanea con sede a Johannesburg in Sudafrica. Il gruppo è composto da Stephen Hobbs, Marcus Neustetter e Kathryn Smith.

## Opere
Le opere di Trinity Session si concentrano sui sistemi economici, le pratiche collaborative, i network e su come l'arte può rispondere a fenomeni sociali contemporanei. Tra i temi esplorati vi sono i fenomeni migratori e le trasformazioni urbane. In particolare l'approccio di Stephen Hobbs si concentra sull'interazione tra arte e spazio pubblico, mentre il lavoro di Marcus Neustetter sull'uso della tecnologia e la dimensione virtuale dell'arte. La produzione individuale di ciascuno dei membri del gruppo è molto diversa e secondo il critico Andrew Lamprecht questo elemento rinforza la collaborazione e permette di trovare soluzioni molto originali.
Le opere di Trinity Session sono fortemente site-specific, prodotte in stretta relazione al contesto nel quale sono realizzate. In particolare vi è un forte interesse verso gli interventi in Sudafrica e in Africa. In particolare Trinity Session produce consulenze e progetti di rigenerazione urbana e di arte pubblica, sui quali il governo sudafricano investe molto in base alla legislazione che impone che ogni nuovo edificio costruito debba destinare una percentuale del suo costo complessivo alla produzione di opere d'arte.
I progetti realizzati da Trinity Session sono firmati in modo diverso a seconda del tipo di coinvolgimento degli artisti. Hobbs/Neustetter è il modo in cui sono firmate le opere nate dalla specifica collaborazione tra Stephen Hobbs e Marcus Neustetter.

### Urbanet: Dakar II
L'opera ENTRACTE - a post performance film by Hobbs/Neustetter è un video realizzato sulla performance prodotta da Trinity Session durante il festival Afropixel organizzato a Dakar durante la Biennale del 2010 da Kër Thiossane a maggio 2010. La performance presenta nel video mostra le immagini, musica (brani anche di Aurora Sound Recordings di James Webb e Hands and Feet di Joao Orecchia del 2009) e la presenza di attori. L'opera è realizzata in collaborazione con studenti della Scuola d'arte di Dakar. Le immagini sono proiettate al lazer su due facciate della Maison 46 nel quartiere Zone A di Dakar. L'edificio - abbandonato da 10 anni - è destinato alla demolizione. Le proiezioni sottolineano lo stato decadente della costruzione e con disegni e nuove immagini prefigurano il suo avvenire.

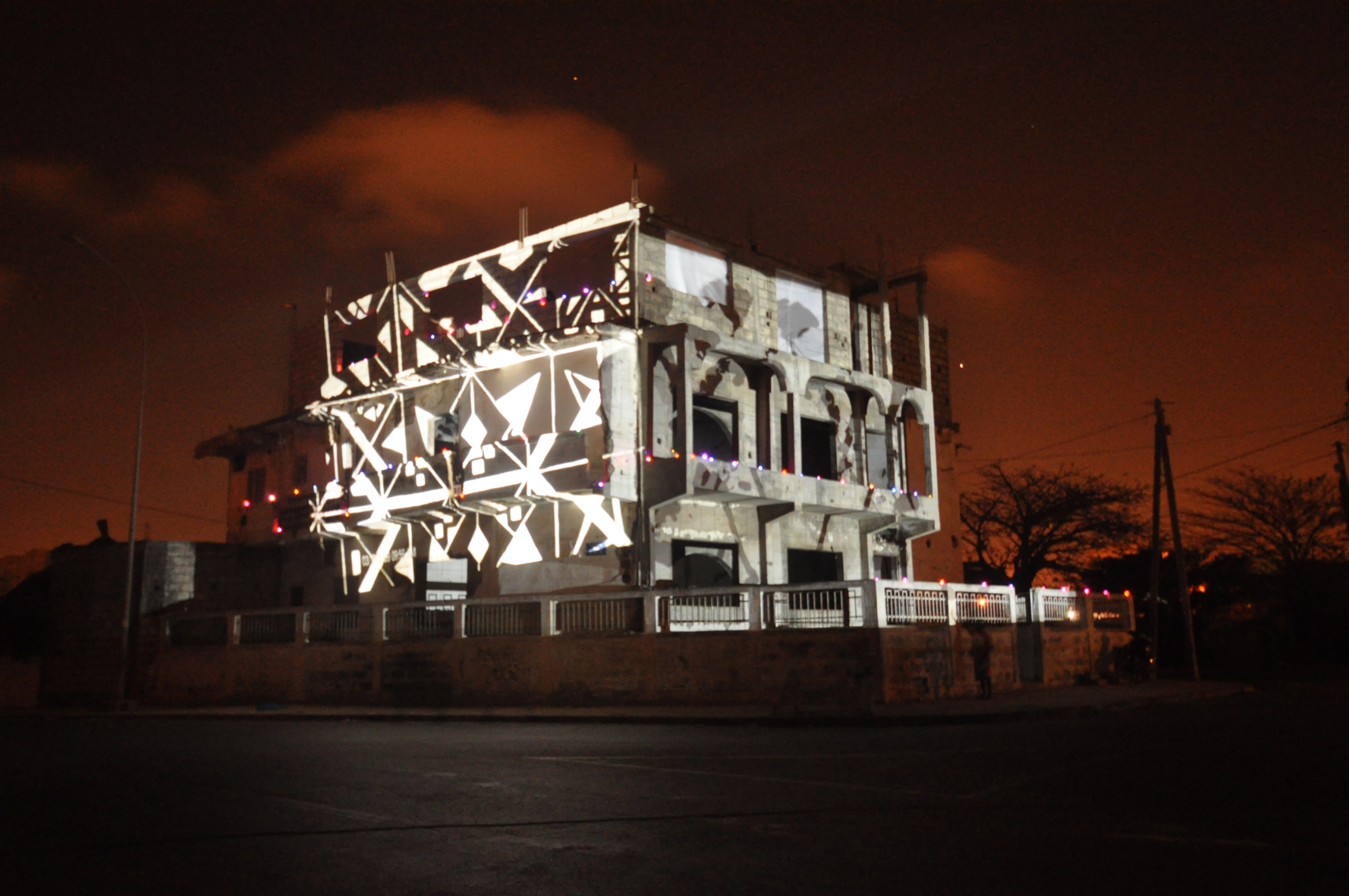
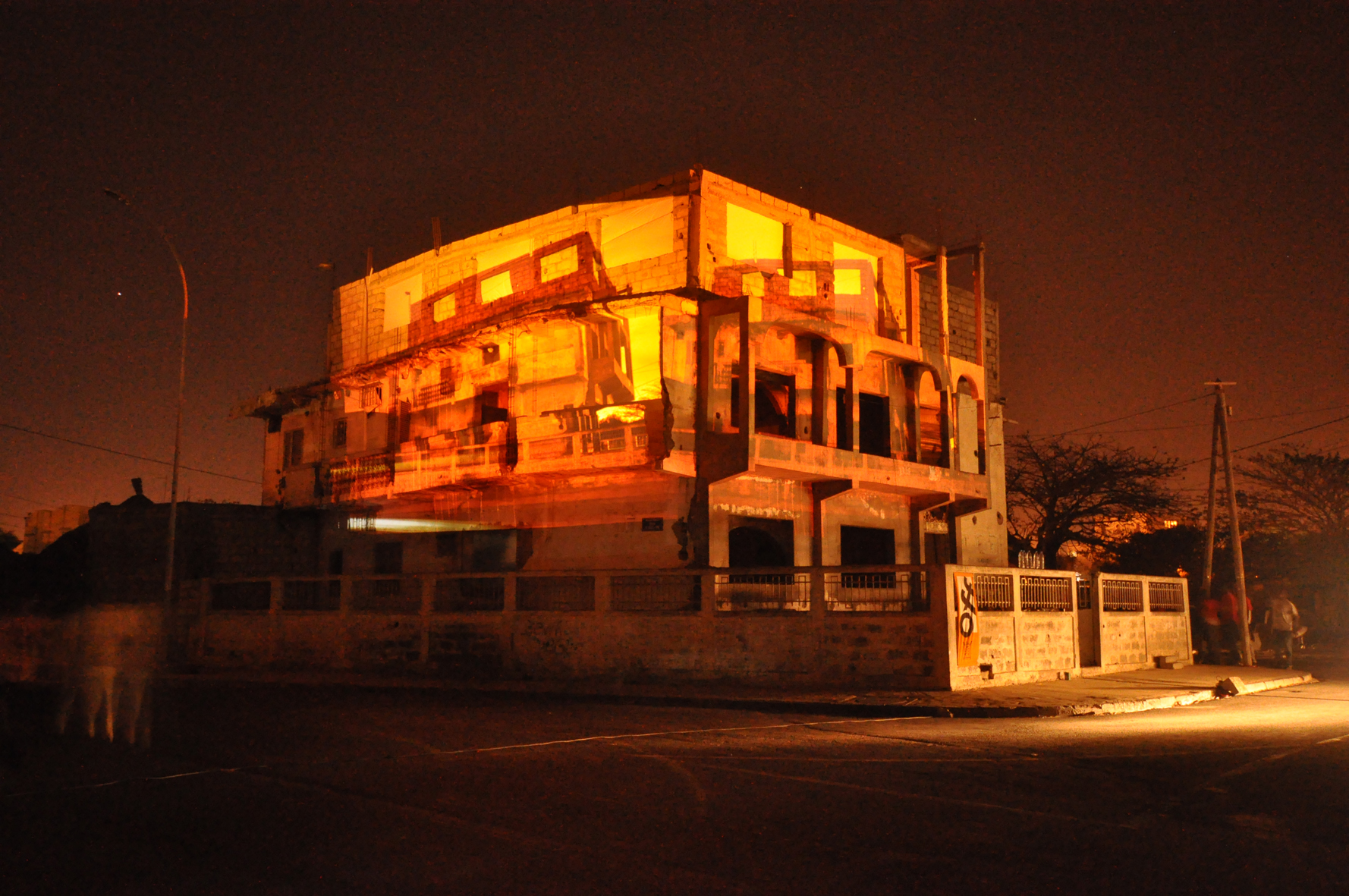
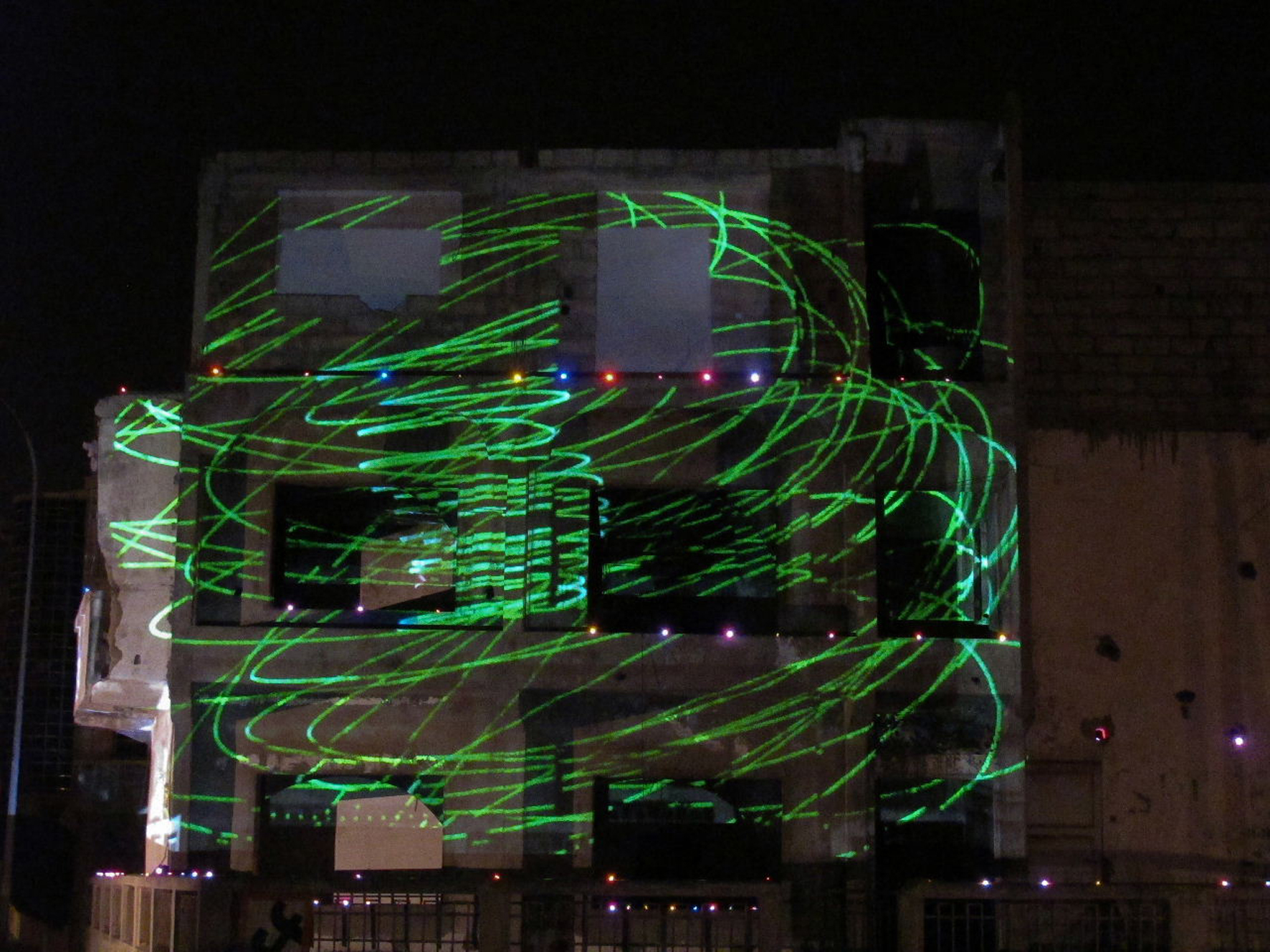
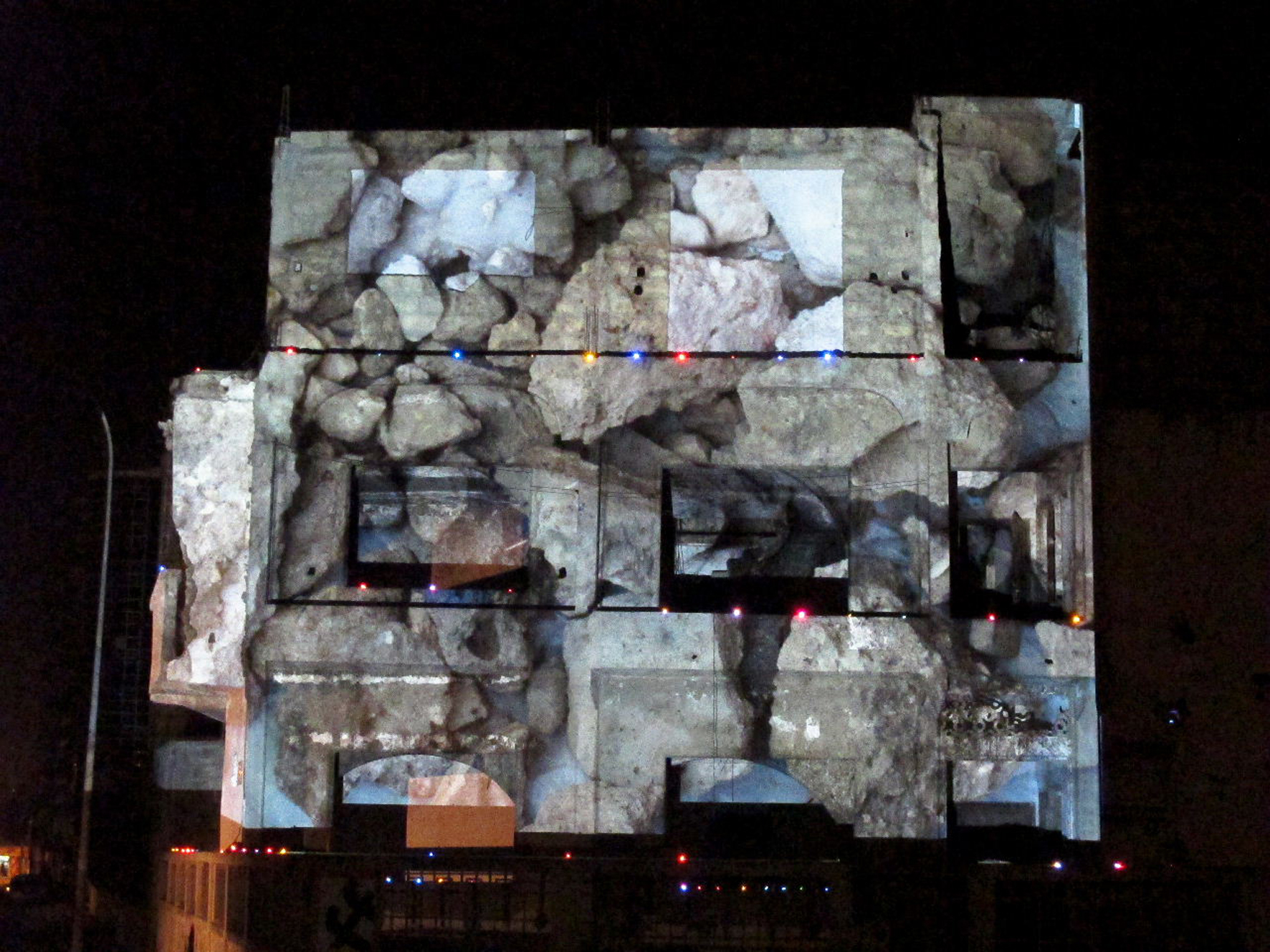

## Esposizioni
Il lavoro di Trinity Session è esposto in mostre personali e collettive.

### Selezione esposizioni personali
- To Have and to Hold, Station Propeller project room, 2002
- The Pseudo-Bureaucracy of the Network Neighbourhood, Kunstraum, Linz, 2002
- MO: Trinity Session: Artministration, Standard Bank Gallery, Johannesburg, 2003